# وفائی شوشتری
آخوند ملا فتح‌الله ملقب به وفائی شوشتری، شاعر، صوفی و عارف قرن سیزدهم هجری بود. حکیم وفایی شوشتری در سال ۱۲۰۸ هجری شمسی ( حدود ۱۸۲۹ م.) در شوشتر متولد شد و در سال ۱۳۰۳ هجری شمسی ( ۱۹۲۴ م.) در نجف در عراق دیده از جهان فروبست.

## آثار
از حکیم وفائی شوشتری که در عصر قاجاریه میزیست چند اثر از جمله دیوان وفایی، سراج المحتاج، الطباق الذهب، شهاب ثاقب و رساله الجبر و التفویص بجای مانده است.
کتاب دیوان وفایی در سال ۱۳۲۰ به چاپ رسید و پس از آن به کوشش مهدی آصفی در سال ۱۳۷۸ بازنشر شده است.

## بزرگداشت
در سال ۱۳۷۳ اولین کنگره حکیم وفایی شوشتری در اهواز شروع بکار کرد. در این کنگره بیش از ۶۰ تن ازشاعران و نویسندگان سراسر ایران شرکت و درخصوص شخصیت و مقام علمی وفایی شوشتری سخنرانی کردند.
بعلاوه برای گرامیداشت این حکیم، یک کتابخانه عمومی در شهر شوشتر به نام کتابخانه حکیم وفایی شوشتری نامگذاری شده است.